# Pseudopohlia bulbifera
Pseudopohlia bulbifera là một loài rêu trong họ Bryaceae. Loài này được R.S. Williams mô tả khoa học đầu tiên năm 1914.